# Абу Лахаб
Абд аль-Узза́ ибн Абд аль-Мутта́либ аль-Кураши́ (араб. عبد العزى بن عبد المطلب القرشي‎), известный как Абу́ Лаха́б (араб. أبو لَهَب‎; 549—624, Мекка, Хиджаз) — дядя пророка Мухаммеда и один из ярых его противников в позднемекканский период его деятельности. Упоминается в Коране в суре аль-Масад.

## Биография
Первоначально отношения Абу Лахаба с пророком Мухаммедом были хорошими, а его сыновья были женаты на дочерях пророка. После смерти Абу Талиба в 619 году Абу Лахаб стал главой Бану Хашим и продолжал защищать Мухаммада до момента окончательного отказа Мухаммеда поклоняться языческим богам. Отказ в защите Мухаммеда резко ухудшил положение последнего и вынудил его искать прибежище вне Мекки.
Имя Абу Лахаб (отец огня, обитатель ада) было дано ему в соответствии с аятами суры «Аль-Масад». Вместе с Абу Лахабом ненависть к пророку испытывала и его жена Умм Джамиль (сестра Абу Суфьяна), которая подбрасывала колючки и нечистоты на пути пророка Мухаммада.
Абу Лахаб не участвовал в битве при Бадре по причине недоброго сна, который увидела его сестра Атика. Он выделил на оснащение и укомплектование армии курайшитов большие средства. После победы мусульман в этом сражении он был сильно опечален и умер спустя несколько дней. Из-за зловония, которое испускало его тело, к его телу несколько дней не подходили даже его сыновья. Похоронен без всяких почестей и церемоний.
Абу Лахаб — единственный из врагов пророка Мухаммеда, имя которого упоминается в Коране:

Да отсохнут руки Абу Лахаба, и сам он уже сгинул. ۝ Не помогло ему богатство, и он ничего не приобрёл. ۝ Он попадёт в пламенный Огонь. ۝ Жена его будет носить дрова, ۝ а на шее у неё будет плетёная верёвка из пальмовых волокон.

Оригинальный текст (ар.)تَبَّتْ يَدَا أَبِي لَهَب ٍ وَتَبَّ مَا أَغْنَى عَنْهُ مَالُه ُُ وَمَا كَسَبَ سَيَصْلَى نَارا ً ذَاتَ لَهَب ٍ وَامْرَأَتُه ُُ حَمَّالَةَ الْحَطَبِ فِي جِيدِهَا حَبْل  مِنْ مَسَد—  111:1—5 (Кулиев)